# Gabriella
A Gabriella a Gábor név női párja.

## Rokon nevek
- Jella:[1] A Gabriella északnémet (fríz) eredetű önállósult beceneve.[3]

Ella, Elli

## Gyakorisága
Az 1990-es években a Gabriella gyakori, a Jella szórványos név, a 2000-es években a Gabriella a 68-90. leggyakoribb női név 2007-ig, azóta nincs az első százban, a Jella nem szerepel a 100 leggyakoribb női név között.

## Névnapok
Gabriella
- február 4.[2]
- március 24.[2]
- szeptember 29.[2]
- december 12.[2]

Jella
- március 24.[3]

## Híres Gabriellák
„Gabriella” utónevű személyek szócikkeinek listája a Wikidata alapján